# Салимов, Араз Бахадур оглы
Араз Бахадур оглы Салимов (азерб. Araz Bahadır oğlu Səlimov) — азербайджанский военнослужащий, участник обороны Ходжалы в годы Первой карабахской войны, Национальный герой Азербайджана.

## Биография
Араз Бахадур оглы Салимов родился 1 июня 1960 года в селе Ходжалы НКАО Азербайджанской ССР. В 1975 году окончил 8-й класс средней школы родного села. Позднее получил образование тракториста в технико-профессиональном училище. Некоторое время проработав в колхозе, в 1978 году отправился служить в ряды советской армии. Служил в Челябинской области. Был демобилизован в 1980 году и вернулся в родное Ходжалы, где работал трактористом на овощно-молочном совхозе.
С началом Карабахского конфликта Араз Салимов в 1990 году записался Ходжалинский батальон самообороны. Был пулемётчиком. Во время взятия Ходжалы армянскими вооружёнными формированиями 26 февраля 1992 года (см. статью «Ходжалинская резня») Салимову удалось вывести из города десятки женщин, стариков и детей. Араз Салимов вместе со своим братом Фахреддином был убит армянскими силами не территории бывшего Аскеранского района. Похоронен на Аллее Шахидов города Агдам.
Указом президента Азербайджанской Республики № 553 от 25 февраля 1997 года Аразу Салимов было присвоено звание Национального героя Азербайджана.
На момент гибели был женат, имел троих детей. Семья Салимова сегодня проживает в Геранбойском районе.